# 볼리비아의 정치

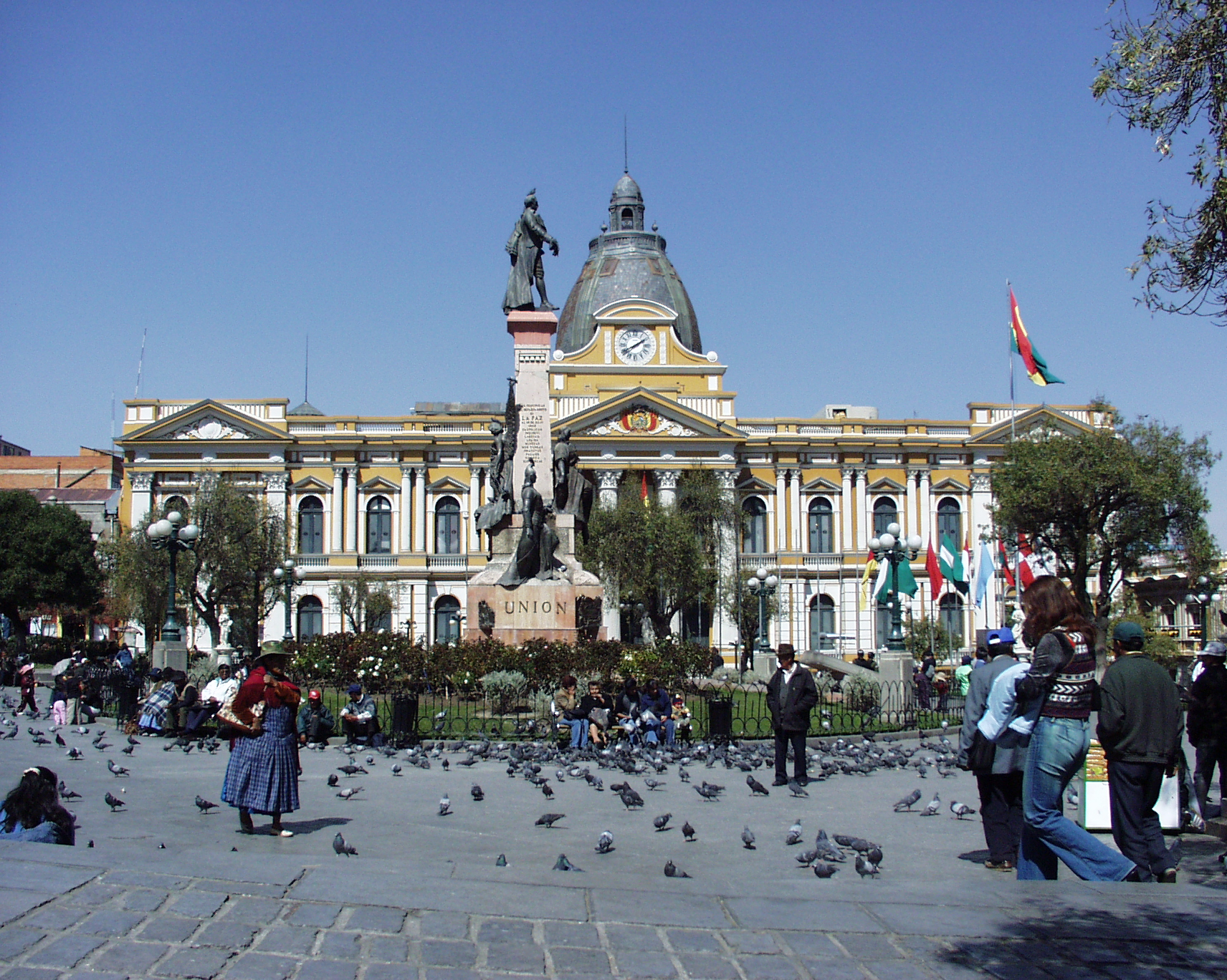
의회

1825년 당시 에스파냐에서 독립한 직후 볼리비아의 정치는 매우 불안정했다. 19세기 후반까지 볼리비아는 적어도 16번 이상 정부가 교체되기도 했으며, 지구상 어느 국가보다도 많은 200번 이상의 쿠데타가 일어났다. 1950년대까지 볼리비아 국민들은 정치적 자유를 갖고 있지 않았으며, 지나치게 약한 국력으로 인해 상당한 영토를 파라과이, 아르헨티나, 칠레, 페루, 브라질에게 상당한 영토를 잃어버리기까지 했다.

## 토지 분배
1952년 볼리비아 혁명으로 등장한 정부는 백인들의 땅을 몰수하여 원주민들에게 나눠주었지만 쿠데타로 다시 군사 정권이 등장했다. 1967년 미국과 서방국가의 지원을 받은 볼리비아 정부군은 쿠바의 공산주의 혁명가인 체 게바라를 살해하였다.

## 헌법
헌법상 기혼자는 18세 이상, 미혼자는 21세 이상이면 선거를 할 수 있다. 의원은 4년 임기이며 연임은 가능하지만 대통령은 5년 임기이며 연임이 불가능하다. 정당의 수는 많지만, 정치적 영향력을 가장 크게 행사하는 세력은 광산노동조합과 군대이다.

## 같이 보기
- 볼리비아의 역사